# 舟木智介
舟木 智介（ふなき ともすけ、1月1日 - ）は株式会社コナミデジタルエンタテインメント所属のゲームミュージックの作曲家。主にBEMANIシリーズのゲーム制作に携わっている。神奈川県平塚市出身。主な名義としてTOMOSUKE（ともすけ）、Zektbach（ゼクトバッハ）などがある（後述）。

## 人物
公式サイトなどでは主にTOMOSUKE名義を使用しているが、一部の楽曲では黒猫ダンジョン、The Epic of ZektbachシリーズではZektbach名義、Shizue（徳井志津江）とのユニットではOrange Lounge名義を使用するなど、楽曲やコラボレーションによって名義を分けている事も多い。
理系大学に進学するが、サークル活動を経て一度はあきらめていた音楽への道を志すようになった。
BEMANIシリーズでは、AC版『Dance Dance Revolution Disney RAVE』、『ダンスマニアックス』や『MAMBO A GO GO』の制作に携わった後、
『GUITARFREAKS』、『drummania』の制作を経て、『pop'n music』のサウンドディレクターとして活動していたことがある。
楽曲に固有の世界観や物語性を付加した作品作りも制作スタイルの特徴の1つとして挙げられ、いわゆるコンセプトアルバム形式を取り入れた作品作りも行っている。beatmaniaIIDXシリーズから始まった「ゼクトバッハ叙事詩シリーズ」や、キャラクターと音楽をテーマとした楽曲配信企画「ひなビタ♪」「バンめし♪」などがあるが、いずれも楽曲のみに留まらず、文章、映像などの他メディアも駆使した表現に大きな特色がある。
バンめし♪等のプロデュースを中心として活動しているためか、アーケード事業がコナミアミューズメントへ移管された後もコナミデジタルエンタテインメントに在籍している。

## 主な楽曲

### Dance ManiaX
- ALL MY LOVE（Dance ManiaX：Tomosuke x SABRINA）
- jane jana（Dance ManiaX：T.E.M.P.O. feat. Mohammad & Emi）
- Mobo★Moga（Dance ManiaX：Orange Lounge）
- DO ME (MONDO DISCO ITALO STYLE)（Dance ManiaX 2ndMIX：DJ MOjo） - TEDDY PENDERGRASSによる同名曲のリミックス
- Mind Parasite（Dance ManiaX 2ndMIX：TOMOSUKE）
- STAY(Organic house Version)（Dance ManiaX 2ndMIX：emi）
- STAY(Mod bouncy Version)（Dance ManiaX 2ndMIX：TOMOSUKE）

### MAMBO A GOGO
- Gamelan de Couple（TOMOSUKE）
- Sci-Fi Girl（Kitten 777）
- Lover's High（APHs）
- La brise d'ete（Orange Lounge）
- Nova emoção（Berimbau '66）
- One Minutes Kitchen Battle!（TOMOSUKE）

### beatmania
- u gotta groove(FUTURE LATIN MIX)（beatmania CORE REMIX：DJ nagureo(remixed by Tomosuke)）
- Feel The Light（beatmania 6thMIX -THE UK UNDERGROUND MUSIC-：TOMOSUKE）
- What is Love?（beatmania 7thMIX -keepin' evolution-：TOMOSUKE）

### beatmania IIDX
- Mobo★Moga（5th style：Orange Lounge）
- Retrospective Song(Comment te dire adieu)（6th style：Orange Lounge） ※Françoise Hardyのカバー
- Marmalade Reverie（7th style：Orange Lounge）
- LOVE IS ORANGE（8th style：Orange Lounge）
- The end of my spiritually（9th style：EeL）
- ASTRAL VOYAGE（10th style：EeL）
- Les filles balancent（11 IIDX RED：Orange Lounge）
- Tizona d'El Cid（12 HAPPY SKY：TOMOSUKE）
- BREAK OUT（13 DistorteD：Remixed by Orange Lounge） ※Swing Out Sisterのカバー。
- INFERNO（13 DistorteD：Caldeira feat. 星野奏子） - DJ Yoshitakaとの共作。ミュージッククリップには本人達も出演。
- Apocalypse 〜dirge of swans〜（13 DistorteD：Zektbach）- 歌：常盤ゆう
- カゴノトリ〜弐式〜（13 DistorteD：橙色特別室） ※後述の同名曲のセルフアレンジ。
- Blind Justice 〜Torn souls, Hurt Faiths〜（14 GOLD：Zektbach） - 歌：堀澤麻衣子、コンピレーションCD先行曲。
- クルクル☆ラブ 〜Opioid Peptide MIX〜（14 GOLD：イオンチャンネル） - 作曲：dj TAKA ※『脳開発研究所 クルクルラボ』のテーマ曲のアレンジ。
- Ristaccia（15 DJ TROOPERS：Zektbach）
- MAX LOVE（15 DJ TROOPERS：DJ YOSHITAKA feat. 星野奏子） - 作曲：DJ YOSHITAKA（ソロキーボード演奏）
- Cookie Bouquets（15 DJ TROOPERS CS：L.E.D. vs TOMOSUKE fw.crimm）
- Turii 〜Panta rhei〜（16 EMPRESS：Zektbach） - 歌：志方あきこ
- Marie Antoinette（16 EMPRESS：Marguerite du Pré）
- Almagest（17 SIRIUS：Galdeira） - DJ Yoshitakaとの共作。
- Raison d'être〜交差する宿命〜（17 SIRIUS：Zektbach） - 歌：志方あきこ
- Todestrieb（19 Lincle：Rche）
- 龍と少女とデコヒーレンス（20 tricoro：黒猫ダンジョン）
- 晴天Bon Voyage（20 tricoro：TOMOSUKE × seiya-murai feat. ALT） -『私立BEMANI学園』連動曲
- into the battlefield (21 SPADA : the wandering bard)
- entelecheia（22 PENDUAL：Rche）
- 龍王の霊廟(Mausoleum Of The Primal Dragon)（26 Rootage：BEMANI Sound Team "黒猫ダンジョン"）

### GUITARFREAKS/drummania
- IMPLANTATION（drummania 2ndMIX：TOMOSUKE）
- MONDO STREET（drummania 2ndMIX：Orange Lounge）
- FuriFuri'60（drummania 3rdMIX：Orange Lounge+）
- GIANT SLUG（drummania 3rdMIX：Aaron G）
- Orange Jet Stream（GUITAR FREAKS 5thMIX：Jeni Freeman）
- Sunflower Girl（GUITAR FREAKS 6thMIX：SHORTCUTS）
- Brazilian Anthem（GUITAR FREAKS 6thMIX：Berimbau '66）
- Rebirth（GUITAR FREAKS 7thMIX & drummania 6thMIX：MAKI）
- jet coaster☆girl（GUITAR FREAKS 7thMIX & drummania 6thMIX：TOMOSUKE feat. Three Berry Icecream）
- pot-pourri d'orange（GUITAR FREAKS 7thMIX & drummania 6thMIX：Orange Lounge）
- CHOCOLATE PHILOSOPHY（GUITAR FREAKS 8thMIX & drummania 7thMIX：常盤ゆう）
- Infinite（GUITAR FREAKS 8thMIX & drummania 7thMIX：PARALLEL FLOATERS）
- 777（GUITAR FREAKS 9thMIX & drummania 8thMIX：EeL） ※後述のpop'n music同名曲のセルフアレンジ
- Twinkle Star（GUITAR FREAKS 9thMIX & drummania 8thMIX：serena）
- mint candy ☆ citrus drop（GUITAR FREAKS 10thMIX & drummania 9thMIX：U.KI）
- カゴノトリ（GUITAR FREAKS 10thMIX & drummania 9thMIX：橙色特別室）
- pot-pourri d'marmalade（GUITAR FREAKS 10thMIX & drummania 9thMIX：Orange Lounge）
- Reaching for the Stars（GUITAR FREAKS 11thMIX & drummania 10thMIX：serena）
- にゃんだふる55（GuitarFreaksV & DrumManiaV：Dormir）
- Flow（GuitarFreaksV & DrumManiaV：PARALLEL FLOATERS）
- rebirth of love（GuitarFreaksV & DrumManiaV：Ark of the Covenant）
- Die Zauberflöte（GuitarFreaksV & DrumManiaV：わんにゃん☆パニックス）
- αρχη（GuitarFreaksV3 & DrumManiaV3：Dormir）
- Walk with you（GuitarFreaksV6 & DrumManiaV6：TOMOSUKE feat. Jazzin' park）
- Einherjar（GuitarFreaksXG & DrumManiaXG：植松伸夫とわんにゃん☆パニックス）
- cosmic agenda（GuitarFreaksXG2 & DrumManiaXG2：TOMOSUKE feat. Jazzin'park & frances maya）
- 星夢（GuitarFreaksXG3 & DrumManiaXG3：Dormir）
- pain（GITADORA EXCHAIN：BEMANI Sound Team "TOMOSUKE" feat. Jazzin'park & frances maya）

### pop'n music
- Dimanche（7：Orange Lounge）
- 777[3]（8：EeL）
- Marigold（8：SHORTCUTS）
- 100sec. Kitchen Battle!!（8：Orange Lounge） ※前述の「One Minutes Kitchen Battle!」のセルフアレンジ
- 明鏡止水（10：TOMOSUKE feat. あさき） - あさきは演奏で参加
- Nick RING（11：NICK BOYS）
- Orange AIR-LINE（11：Orange Lounge）
- space merry-go-round（12 いろは：Dormir） - BEMANIシリーズ『Toy'sMarch』テーマ曲
- 文明開化（13 カーニバル：セバスチャン智之介）
- コキュトス（13 カーニバル：FISH BOYS）- 歌：常盤ゆう
- 麻雀格闘倶楽部特別接続曲（13 カーニバル：麻雀格闘倶楽部）- 妹尾和浩、Y.T.、Kozo Nakamura、wac、Tatshとの共作
- Ferris wheel（13 カーニバル：Dormir）
- にゃんだふる55 marble version（13 カーニバル CS：Dormir）
- ポップンカーニバルマーチ（13 カーニバル：TOMOSUKE MARCHING BAND） - 編曲：平岩嘉信
- おもちゃばこのロンド（14 FEVER!：Dormir）
- CODENAME:APRIL（14 FEVER!：TOMOSUKE）
- NIGHT FEVER（14 FEVER!：桜井零士）
- シャムシールの舞（14 FEVER!：ゼクトバッハ）
- DOLLAR DOLLAR（14 FEVER!：NICK BOYS）
- 魔法のたまご（14 FEVER! CS：Dormir）
- DA DA DA DANCING!!（14 FEVER!：TOMO-crew） - D-crewとの共作
- 凛として咲く花の如く（15 ADVENTURE：紅色リトマス）
- El pais del sol (GIVE ME MORE SALSA MIX)（15 ADVENTURE：Berimbau '66） - 作曲：青木佳央子 ※pop'n music楽曲のリミックスバージョン
- ポップン大冒険メドレー（15 ADVENTURE：ポップン探検隊）
- Apocalypse〜memento mori〜（15 ADVENTURE：Zektbach） - 『beatmania IIDX』楽曲の別バージョン、歌：常盤ゆう、コーラス：くりむ
- ZETA〜素数の世界と超越者〜（15 ADVENTURE：Zektbach）
- みずうみの記憶（16 PARTY♪：Dormir）
- Ergosphere（16 PARTY♪：TOMOSUKE）
- Sorrows（16 PARTY♪：Asako Yoshihiro）
- シュレーディンガーの猫（16 PARTY♪：Cait Sith）
- パラソル（16 PARTY♪：risette） - ゲーム用に編曲する形で参加
- 誰がために陽はのぼる（17 THE MOVIE：MAKI） - 作曲担当
- リンゴロジック（17 THE MOVIE：Dormir）
- μ9（pop'n music portable 2：PAXA）
- 黒髪乱れし修羅となりて（18 せんごく列伝：村正クオリア） - 作曲担当、作詞・ボーカル：茶太
- 蛇神（18 せんごく列伝：Zektbach）
- なまいきプリンセス（19 TUNE STREET：dormir）
- 恋はどう？モロ◎波動OK☆方程式!!（20 fantasia：あべにゅうぷろじぇくと feat.佐倉紗織 produced by ave;new） - 編曲：どれちゅ、あべにゅうぷろじぇくととのコラボで作曲を担当。
- The Sealer 〜ア・ミリアとミリアの民〜（20 fantasia：Zektbach）
- わたぐものおなか（Sunny Park：Dormir）
- 乞い祈みの撫子  (うさぎと猫と少年の夢∶TOMOSUKE with ARM×狐夢想 ft. あさな)
- ラベンダー最終定理　(peace:常盤ゆう)  - wacとの共作

### ee'MALL
- Nick Boys（ee'MALL：NICK BOYS）
- Pinky Nick（ee'MALL 2nd Avenue：NICK BOYS）
- 空言の海（ee'MALL 2nd Avenue：音々）

### DanceDanceRevolution
- IT'S A SMALL WORLD (Ducking Hardcore MIX)（Dancing Stage featuring Disney's RAVE） - 編曲担当
- ELECTRICAL PARADE (Retro Future MIX)（Dancing Stage featuring Disney's RAVE） - 編曲担当
- Vem brincar（DanceDanceRevolution SuperNOVA2：Caldeira feat. Téka Penteriche）
- Dreamin'（DanceDanceRevolution フルフル♪パーティー：TOMOSUKE feat. Adreana）
- Shine（DanceDanceRevolution MUSIC FIT：TOMOSUKE feat. Adreana）
- Seasons（DanceDanceRevolution X3 VS 2ndMIX：TOMOSUKE feat. Crystal Palos）
- Resurrection（DanceDanceRevolution X3 VS 2ndMIX：Dormir）
- Diamond Night（DanceDanceRevolution (2013年版)：TOMOSUKE feat. Alexa Slaymake） -　Xbox 360『BOOM BOOM DANCE』にも収録

### jubeat
- Macuilxochitl（jubeat ripples：TOMOSUKE）
- さよならトリップ（jubeat knit：Dormir）
- キルト（jubeat knit APPEND：Des-Sana+wpt9）
- 量子の海のリントヴルム（jubeat copious：黒猫ダンジョン）
- LANA - キロクノカケラ -（jubeat saucer：TOMOSUKE×Jazzin'park） - 配信リリース企画「LANA」の楽曲。ライセンス楽曲扱いとなっている。
- LANA - Answer I -（jubeat saucer：TOMOSUKE×Jazzin'park） - 配信リリース企画「LANA」の楽曲。ライセンス楽曲扱いとなっている。
- LANA - ヒトリノウタ -（jubeat saucer：TOMOSUKE×Jazzin'park） - 配信リリース企画「LANA」の楽曲。ライセンス楽曲扱いとなっている。

### REFLEC BEAT
- L'erisia (Primal logic)（REFLEC BEAT：Zektbach）
- Wenkamui（REFREC BEAT：Zektbach） - ボーカル：柚楽弥衣
- Une mage blanche（limelight：Dormir）
- meme（limelight：Zektbach）
- L'avide（colette-Spring-：Zektbach） - ボーカル：yoko
- リリーゼと炎龍レーヴァテイン（colette-Summer-：黒猫ダンジョン）
- We need love (VOLZZA 2 : TOMOSUKE feat. Shiho Rainbow)
- Catastrophic Dance (悠久のリフレシア：the wandering bard feat. 志方あきこ) - 6th KAC REFLEC BEAT部門最終課題曲。

### ノスタルジア
- とこにゃつ☆トロピカル (FORTE：Dormir)
- MONOLITH (FORTE：TOMOSUKE)
- 華麗なるニョアの剣舞 (Op.3：Zektbach) - アルバム「The Epic of Zektbach-Ristaccia-」からの移植曲。

### ひなビタ♪
名義は特に明記しない限り「日向美ビタースイーツ♪」。
- 虚空と光明のディスクール - 作詞：あさき、歌：霜月凛（声：水原薫）。
- とってもとっても、ありがとう。 - 歌：春日咲子（声：山口愛）。
- 凛として咲く花の如く〜ひなビタ♪Edition〜 - 同曲のセルフカバーアレンジ。歌：山形まり花（声：日高里菜）､和泉一舞（声：津田美波）、芽兎めう（声：五十嵐裕美）、春日咲子（声：山口愛）、霜月凛（声：水原薫）。
- ひなちくんのうた - ボーカルはくりむ。
- ちくわパフェだよ☆CKP - 歌：山形まり花（声：日高里菜）、芽兎めう（声：五十嵐裕美）、ARMとの共同作曲。
- 滅びに至るエランプシス -  作詞：wac、歌：春日咲子（声：山口愛）、霜月凛（声：水原薫）
- メンバー紹介っ！ - ひなビタ♪のメンバーが、過去のTOMOSUKEの曲をカバーしながらメンバーの紹介を行うメドレー形式の一曲。後に「Five Drops」にてそれぞれの曲が収録された。曲目は以下の通り。

1. 黒髪乱れし修羅となりて / 霜月凛
2. 空言の海 / 春日咲子
3. cosmic agenda / 和泉一舞
4. 恋はどう?モロ◎波動OK☆方程式!! / 芽兎めう
5. jet coaster☆girl / 山形まり花

- 水月鏡花のコノテーション - 作詞 : あさき、歌：山形まり花（声：日高里菜）、霜月凛（声：水原薫）
- チョコレートスマイル - 作詞：くりむ、歌：山形まり花（声：日高里菜）､和泉一舞（声：津田美波）、芽兎めう（声：五十嵐裕美）、春日咲子（声：山口愛）、霜月凛（声：水原薫）、東雲夏陽（声：日南結里）、東雲心菜（声：小澤亜李）
- ぽかぽかレトロード - 作詞：くりむ、歌：山形まり花（声：日高里菜）
- 倉野川音頭（日向美ビタースイーツ♪＆ひなちくん） - 作詞：くりむ、編曲：牧戸太郎、歌：山形まり花（声：日高里菜）､和泉一舞（声：津田美波）、芽兎めう（声：五十嵐裕美）、春日咲子（声：山口愛）、霜月凛（声：水原薫）、ひなちくん（声：くりむ）
- 琥珀のくちづけ（日向美ビタースイーツ♪＆日向美ブルームーン） - 作詞：くりむ、編曲：牧戸太郎、歌：和泉一舞（声：津田美波）
- 雨雫に咲く花 - 作詞：くりむ、歌：霜月凛（声：水原薫）
- 琥珀のくちづけ〜まり花＆一舞 duet edition〜 - 歌：山形まり花（声：日高里菜）､和泉一舞（声：津田美波）。同曲のカバー。
- ぽかぽかレトロード〜Home Sweet Home edition〜 - 作詞：くりむ、編曲：TOMOSUKE・山本真央樹、歌：山形まり花（声：日高里菜）､和泉一舞（声：津田美波）、芽兎めう（声：五十嵐裕美）、春日咲子（声：山口愛）、霜月凛（声：水原薫）。同曲のカバー。
- 走れメロンパン〜ここなつedition〜 - 編曲担当。作詞・作曲：ササキトモコ、歌：東雲夏陽（声：日南結里）、東雲心菜（声：小澤亜李）。同曲のアレンジカバー。

### 特典曲など
- jet coaster☆girl（Musician's Room 2002-SELECTION：TOMOSUKE feat. Three Berry Icecream）
- GUITARFREAKS 8thMIX & drummania 7thMIX Soundtracks
  - JAM No.3
  - JUMPIN'CAT
  - DIGITAL DANCE FLOOR
  - BRAZILIAN ANTHEM (INDIGO MIX)
- GUITARFREAKS 10thMIX & drummania 9thMIX Soundtracks
  - Twinkle Star (Under Lounge Mix)
  - Twinkle Star (Mod Bouncy Mix)
  - Twinkle Star (Classic Garage Mix)
  - worm hole
  - Calaeno
- ACROSS THE NIGHTMARE(Festival Version)（GUITARFREAKS & drummania BEST TRACKS：Jimmy Weckl） - 作曲：Jimmy Weckl（エレクトーンピアノ演奏）
- WILD RIDE(Hi Gain Version)（GUITARFREAKS & drummania INSTRUMENTAL COLLECTION：中村康三） - 作曲：中村康三（テルミン演奏）
- LOVE IS ORANGE (MEGIDDO MIX)（V-RARE SOUND TRACK8：Orange Lounge） ※同名曲の別アレンジ
- The end of my spiritually (full size version)（beatmania IIDX 9thstyle Original Soundtrack：EeL） ※同名曲のロングバージョン
- Blind Justice (To each his own)（beatnation RecordsコンピレーションCD「cyber beatnation 1st conclusion」：Zektbach） ※同名曲のアレンジ（原曲ロングバージョン）
- D.A.N.C.E. -Midnight Bossa Mix-(beatmania IIDX 11 IIDX RED TRAXX) - 作曲：DJ Yoshitaka、歌：星野奏子 ※同名曲のリミックスバージョン
- Ferris wheel（V-RARE SOUND TRACK15：Dormir meets ケイリートレイル） ※同名曲のアレンジバージョン
- シャムシールの舞（pop'n music 14 FEVER! AC ♥ CS pop'n music 12 いろは & 13 カーニバル：Zektbach Wind Orchestra） ※同名曲のロングバージョン
- こっちを向いてよ-midnight jazzin' mix-(dj TAKA first album「milestone」：TOMOSUKE) - 作曲：dj TAKA ※同名曲のリミックスバージョン
- ACID VISION -Allotropy Artcore Mix-(L.E.D. first album「電人K」：TOMOSUKE) - 作曲：L.E.D. ※同名曲のリミックスバージョン
- together 4ever -NORTHERN TRANHOUSE MIX-(Sota Fujimori first album「SYNTHESIZED」：TOMOSUKE) - 作曲：Sota Fujimori ※同名曲のリミックスバージョン
- Harmony and Lovely-contemporary chanber mix-(Ryu☆ first album「starmine」：TOMOSUKE) - 作曲：Ryu☆ ※同名曲のリミックスバージョン

### 楽曲提供
- Crystal Quartz - 藤田咲シングル曲

## 代表作

### 凛として咲く花の如く
『pop'n music 15 ADVENTURE』にて「紅色リトマス」名義で発表された和風ロックの楽曲。ゲーム上のジャンル名表記は「撫子ロック」。作詞はあさき、歌唱はオカマチコが担当。TOMOSUKE本人はこの曲で作曲からゲームに付随するキャラクター「KANOKO（鹿ノ子）」や歌詞のコンセプトまでトータルに手がけた。
『DanceDanceRevolution X』収録時点で、BEMANIシリーズにおいて初めて当時現行稼働していたBEMANIシリーズ全機種収録を達成した楽曲である。その後もBEMANIシリーズの機種増加とともに収録機種数を徐々に伸ばしている。なお収録機種数においては、後にDJ YOSHITAKAの「FLOWER」（初出『jubeat knit APPEND』）が記録を更新している。
また、BEMANIシリーズ以外にも『チュウニズム』シリーズにも収録されている。
『SOUND VOLTEX』シリーズには本楽曲の代わりに、『BOOTH』稼働時よりマチゲリータによるアレンジ版「凛として咲く花の如く スプーキィテルミィンミックス」が収録されている。
後述する『ひなビタ♪』でも本楽曲が重要な役割を果たしている。tricotにより歌唱されたものが作中の日向美ビタースイーツ♪結成のきっかけになったとされている他、彼女たち（の声を担当する声優5名）がカバーした「凛として咲く花の如く 〜ひなビタ♪ edition〜」がシーズン1のラストを締めくくる曲として発表され、こちらもBEMANIシリーズ各種に収録されている。
本作の流れを汲む続編曲として『pop'n music 18 せんごく列伝』収録の「黒髪乱れし修羅となりて」（ジャンル名表記「撫子メタル」、アーティスト名義「村正クオリア」、こちらの作詞・歌唱は茶太）が位置付けられている。こちらもひなビタ♪において霜月凛(CV: 水原薫)によりカバーされている（タイトルは「黒髪乱れし修羅となりて ～凛 edition～」）上、「凛として～」と同様BEMANIシリーズの殆どの機種に収録されている。

### ひなビタ♪
コナミデジタルエンタテインメントによるweb連動型音楽配信企画。企画・原案・音楽監修で舟木が全面的に関わっている。

## アルバム
- marble（2005年2月25日）
  - marble-Re Edition-（2009年8月21日） ※上記アルバムの再発売版。「MOBO★MOGA」が「おもちゃばこのロンド ～ ぬくもりの記憶」に差し替えられており、曲順も若干変化している。
- The Epic of Zektbach -Ristaccia-（2009年3月21日）
- The Epic of Zektbach -FRAGMENTS OF ARIA TE'LARIA-（2010年3月28日）
- The Epic of Zektbach -Masinowa-（2011年3月21日）
- Petit March（2012年2月15日）